# Kevin Berry
Kevin Berry (n. 10 aprilie 1945, Sydney, Noul Wales de Sud, Australia – d. 7 decembrie 2006, Sydney, Noul Wales de Sud, Australia) a fost un înotător ce a reprezentat Australia, medaliat olimpic. A participat la două ediții ale Jocurilor Olimpice (1960, 1964) în care a câștigat o medalie de aur și o medalie de bronz.